# Nünchritz
Nünchritz es un municipio situado en el distrito de Meißen, en el estado federado de Sajonia (Alemania), a una altitud de 105 metros. Su población a finales de 2016 era de unos 5600 habs. y su densidad poblacional, 160 hab/km².